# Меррифилд, Роберт Брюс
Роберт Брюс Ме́ррифилд (англ. Robert Bruce Merrifield; 15 июля 1921, Форт-Уэрт, Техас — 14 мая 2006, Крескилл, Нью-Джерси) — американский биохимик, лауреат Нобелевской премии по химии 1984 года за предложенную им методологию химического синтеза на твёрдых матрицах.

## Детство и юность
Брюс родился 15 июля 1921 года в Форт-Уэрте, штат Техас. Был единственным ребёнком в семье. Отец, — Джордж Эван Меррифилд (George E. Merrifield), был дизайнером по интерьеру и продавал фурнитуру, мать — Лорэн Лукас Меррифилд (Lorene née Lucas).
В 1923 году, когда Брюсу было два года, его семья переехала в Южную Калифорнию. Было время Великой Депрессии, и Меррифилдам, для поиска работы отцу, приходилось переезжать с места на место. Из-за этого Брюс часто менял школу.
Его любимыми предметами были физика, химия и астрономия. Особенно Брюсу нравилось проводить химические эксперименты. Закончив калифорнийскую основную школу (9 классов), Меррифилд учился в старших классах в школе Монтебелло (Montebello High School) в 1937—1939 годах После двух лет в колледже Пассадены (Pasadena Junior College) он перевелся в Калифорнийский Университет в Лос-Анджелесе (University of California at Los Angeles, UCLA). Получив там в 1943 году степень бакалавра, Брюс около года работал в Научно-исследовательском фонде Филиппа Р. Парка, ассистируя в экспериментах с кормлением животных синтетическими аминокислотами. Одним из этих экспериментов был эксперимент Гейгера (Geiger), который впервые показал необходимость совместного присутствия незаменимых аминокислот в корме для нормального развития животных.

## Начало карьеры
Через год Брюс поступил в аспирантуру Калифорнийского Университета и в 1944 году начал диссертационные исследования под руководством профессора биохимии Макса Данна (M.S. Dunn). Последний изучал аминокислоты и предложил Меррифилду заняться этой темой. Брюс стал работать с биополимерами, оказывающими влияние на рост бактерий рода лактобацилл, которых использовали для количественного анализа аминокислот. В этой области Данн и Меррифилд были первопроходцами. Брюс определил пролин, а также изучил пиримидиновые основания, содержащие в дрожжах. За разработку (совместно со своим руководителем Данном) биохимического метода количественного анализа пиримидинов он получил докторскую степень (Ph.D.) в 1949 году.
Сразу же после выпуска, 19 июня 1949 года, он женился на Элизабет Фарлонг (Elizabeth Furlong) и на следующий день отбыл в Нью-Йорк.
Там, под руководством д-ра Вулли (D.W. Woolley) Брюс стал работать ассистентом-биохимиком в Рокфеллеровском институте медицинских исследований (позже — Рокфеллеровский университет). Он исследовал новый бактериальный фактор роста, стрепогенин, который обнаружил его руководитель. К этому времени Сэнгером была определена первичная структура инсулина, и Меррифилду, благодаря высокой активности стрепогенина, удалось изучить два пептида от B-цепи инсулина, пентапептид и гептапептид, содержащие серин.

## Метод твердофазного синтеза пептидов
К середине XX века наиболее распространённым методом синтеза пептидов был метод Эмиля Фишера, который первым начал работы в этой области. В этом методе к образующейся пептидной цепи последовательно добавляются аминокислоты. Циклы, состоящие из стадий защиты групп, активации, присоединения к пептидной цепочке и удаления защитной группы, повторяются до того момента, пока не получится пептидная цепочка нужного состава. В процессе синтеза образовывалось большое количество побочных продуктов, которые необходимо было удалять на каждом этапе. Как правило, выход целевого пептида, синтезированного по данному методу, был очень небольшим, а сам продукт сильно загрязнён.
Некоторые усовершенствования в этом процессе были разработаны в 1930-х годах. Одним из таких усовершенствований стало применение универсальной бензилоксикарбонильной группы, которая позволила группе Винсента Дю Виньо синтезировать окситоцин и вазопрессин.
После синтеза пептидов в течение нескольких лет известными на тот период времени методами, Брюс стал думать о создании альтернативного, более широкого варианта синтезов. В своём лабораторном журнале в мае 1959 года он писал:
Существует необходимость в быстром, количественном и  автоматическом методе синтеза длинноцепочечных пептидов. Возможный подход может быть связан с использованием хроматографических колонок, в которых к пептиду, прикреплённому к полимерному носителю, добавляются активированные аминокислоты, затем снимаются защитные группы и после этого цикл повторяется, пока желаемый пептид не будет построен. На последнем шаге, пептид должен быть удалён с носителя
После ряда экспериментов в качестве носителя Брюс решил использовать полимер стирола и дивинилбензола. Данный вариант носителя был привлекательным как высокой растворимостью его в органических растворителях, так и низкой степенью сшивки. К преимуществам этого носителя можно добавить ещё то, что его легко модифицировать, чтобы обеспечить крепление первой аминокислоты к полимеру в виде сложного бензилового эфира.
Среди немногих доступных к 1960 году защитных групп, бензилоксикарбонильная группа для нового варианта синтеза пептидов была не совсем подходящей, так как требовала сильнокислую среду для отрыва от продукта, и тогда Брюс решил использовать в своих экспериментах дициклогексилкарбодиимид (DCCI), который стал применяться незадолго до этого.
В 1963 году Мэррифилд публикует классическую статью в Журнале Американского химического общества, в которой он описывает метод, названный им «твердофазный синтез пептидов». Эта статья стала одной из самых цитируемых публикаций в журнале.
Важным шагом вперёд стало конструирование установки, способной автоматизировать синтез пептидов. Первый работающий аппарат был изготовлен Брюсом и его помощником Джоном Стюартом при содействии Н. Джернберга в 1965 году.
Публикация работы Меррифилда, описывающая получение тетрапептида на новой установке, представила твердофазный синтез пептидов (SPPS) в качестве альтернативного варианта синтеза пептидов. Хотя и нашлись скептически настроенные учёные, статья привлекла огромное внимание химиков по всему миру. Вскоре после статьи по тетрапептиду последовал ряд публикаций, посвященных подробному описанию нового метода. Группа, в которой работал Брюс, с помощью разработанного ими оборудования также получила несколько пептидных гормонов, включая брадикинин, окситоцин, ангиотензин и белок инсулин. С распространением метода твердофазного синтеза пептидов на рынке стали появляться коммерческие модели автоматизированных синтезаторов, многие из которых были некачественными и сильно дискредитировали SPPS.
Противники нового метода синтеза пептидов аргументировали свои взгляды тем, что полученные при помощи автоматизированного синтезатора пептидные продукты не были чистыми. Проблема чистоты продуктов стояла перед Меррифилдом на протяжении всей работы по синтезу пептидов. Её решение стало возможным благодаря разработке метода высокоэффективной жидкостной хроматографии.

## Синтез рибонуклеазы
В 1969 году Меррифилд совместно с Берндом Гутте успешно синтезировали фермент рибонуклеазу. Для проведения этого синтеза Меррифилду и Гутте потребовалось осуществить 369 химических реакций и 11 931 отдельных стадий, что требовало несколько недель непрерывной работы автоматизированного синтезатора. Эта работа послужила экспериментальным доказательством гипотезы Анфинсена, который предположил, что первичная структура белка определяет его третичную структуру.

## Синтез цекропина и его аналогов
В 1982 году Брюс Меррифилд с коллегами впервые синтезировали пептид цекропин, обладающий антибактериальным действием. Исследования данного вещества впоследствии превратились в отдельную область c систематической классификацией этого класса соединений. Некоторые представители из этого класса были успешно синтезированы и проанализированы на антибактериальную активность в лаборатории, где работал Брюс. В ходе экспериментов учёные обнаружили, что полученные ими D-цекропины А способны создавать такую же электропроводность, как и у их энантиомеров в билипидном слое, а также обладают сходной антимикробной активностью
Помимо этого, было установлено, что цекропины в неполярных средах обладают высокой степенью спирализации. На основании полученных результатов Брюс Меррифилд и сотрудники его лаборатории сделали вывод о том, что эти пептиды действуют через образование ионных каналов в клеточных мембранах и не взаимодействуют с хиральными центрами подобно энзимам и рецепторам.
Метод Мэррифилда стимулировал большой прогресс биохимии, фармакологии и медицине, сделав возможным систематическое исследование зависимости активности энзимов, гормонов и антител от их структуры. Развитие и усовершенствование метода было основной темой исследований в его лаборатории, которой он руководил до последних дней своей жизни.

## Премии и почести
За свои работы Меррифилд был избран членом Национальной академии наук США в 1972 году.
Он был награждён рядом премий за свои работы по синтетической химии пептидов, в числе которых:
- премия Ласкера (1969)
- Международная премия Гайрднер (1970)
- премия Американского химического общества за ключевую работу в области синтетической органической химии (1972)
- медаль Никольса (1973)
- премия Алана Пирса Американского пептидного общества (1979)
- Нобелевская премия по химии (1984)
- Премия столетия (1986)
- премия Ральфа Ф. Хиршмана немецкого пептидного общества (1990).

## Личная жизнь
Брюс был женат на Элизабет Фарлонг (1949 г.), с которой он познакомился в университете Лос-Анджелеса. Получив биологическое образование, она работала вместе с мужем в Рокфеллеровском Университете более 20 лет. В 1993 году он опубликовал автобиографию «Жизнь в золотой век пептидной химии». После продолжительной болезни Р. Брюс Меррифилд умер 14 мая 2006 года в возрасте 84 лет в своем доме в Кресскилл, Нью-Джерси. Он оставил после себя жену, 6 детей (Нэнси, Джим, Бетси, Кэти, Лори, и Салли) и 16 внуков.